# Transversalflussmaschine

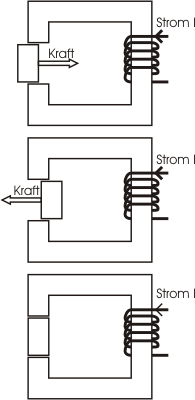
Der seitlich bewegliche Läuferkern befindet sich im Magnetfeld des festen Statorkerns. Im ersten Bild wirkt eine Kraft nach rechts auf den Kern, im zweiten eine Kraft nach links, im dritten ist der Kern in der Mitte der Pole und es wirkt keine seitliche Kraft.

Die Transversalflussmaschine (TFM) ist eine elektrische Maschine, die im Gegensatz zu den normalen Maschinen mit Durchmesserwicklung eine Umfangswicklung hat, die konzentrisch zur Welle der Maschine angeordnet ist. Der magnetische Fluss verläuft transversal (senkrecht) zur Drehebene.
Transversalflussmaschinen sind meist als permanenterregte Synchronmaschinen ausgeführt, in einphasiger oder mehrphasiger Bauweise. Grundsätzlich ist auch eine Ausführung als Asynchronmaschine denkbar.
- Bei normalen Maschinen ist die geschlossene Feldlinie sichtbar, wenn die Maschine in der xy-Ebene des kartesischen Koordinatensystems bzw. r-φ-Ebene des Polarkoordinaten-Systems geschnitten wird. Sie verläuft radial in der Drehebene (r-φ-Ebene), senkrecht zur Drehachse.
- Im Gegensatz dazu verlaufen die Flusslinien bei der TFM axial in der r-z-Ebene, parallel zur Drehachse.

Die Vorteile dieser Konstruktion sind:
- Entkopplung des magnetischen und elektrischen Kreises, unabhängige Dimensionierung
- Wegfall der Wickelköpfe, die nicht zur Momenterzeugung beitragen
- Dadurch wird eine viel feinere Polteilung möglich: kleine Drehzahl mit großem Moment, Wegfall von Getrieben.

Die schwerwiegendsten Nachteile sind die sehr aufwendige mechanische Konstruktion und die hohe Drehmomentwelligkeit.

Die Drehmomentwelligkeit kann jedoch durch eine geeignete Stromregelung mit einer nichtlinearen positionsabhängigen Kennlinie reduziert werden.

## Transversalflussreluktanzmaschine (TFRM)
Die Zeichnung auf der rechten Seite veranschaulicht das Prinzip der Reluktanzkraft, das in der Transversalflussreluktanzmaschine (TFRM) seine Anwendung findet. Bei diesem Maschinentyp werden mindestens drei Phasen benötigt, um ein definiertes Drehmoment zu erzeugen. Dabei werden die drei Phasen  wie auch bei anderen Maschinen abwechselnd bestromt.

Lineares Teilstück einer Transversalflussmaschine.

Die Zeichnung rechts zeigt eine permanentmagnetisch erregte Transversalflussmaschine (TFPM). Es handelt sich um ein lineares Teilstück, das man sich verlängert und zu einem Kreis gebogen (egal in welcher Richtung) als eine runde elektrische Maschine vorstellen kann. Das Eisen ist im Bild grau, die Farben Grün und Rot markieren den Süd- und Nordpol der Magnete.
Im Gegensatz zur TFRM (bei der man sich statt der Magnete einfach ein nichtmagnetisches Material denken kann) gibt es eine Kraftwirkung und eine Rastposition, die von der Stromrichtung abhängig ist.